# ولچوتسی
ولچوتسی (به لاتین: Velchovtsi) روستایی در بلغارستان است که در تریاونا واقع شده‌است.